# Hydrometra stagnorum
L'idrometra (Hydrometra stagnorum Linnaeus) è un insetto acquatico lungo fino a 12 mm.

## Descrizione
L'idrometra è un insetto generalmente privo di ali, solo una piccola frazione degli individui le sviluppa. Frequenta le rive dei corsi d'acqua a corrente poco veloce ed i margini delle paludi e degli stagni. Si trattiene per lo più fra le erbe delle rive ma può scivolare sull'acqua proprio come le gerridi, anche se più lentamente.

## Alimentazione
Si nutre di larve di zanzara e altri piccoli animali acquatici grazie al suo rostro appuntito.

## Riproduzione
La femmina fissa le uova alle piante galleggianti.

## Distribuzione
Ampiamente diffusa in Europa, in Asia settentrionale e nella regione mediterranea.